# Supercoupe du Qatar-Emirats Arabes Unis
 (janvier 2025).
 (janvier 2025).
 (janvier 2025).
La mise en forme du texte ne suit pas les recommandations de Wikipédia : il faut le « wikifier ».
Les points d'amélioration suivants sont les cas les plus fréquents. Le détail des points à revoir est peut-être précisé sur la page de discussion.
- Les titres sont pré-formatés par le logiciel. Ils ne sont ni en capitales, ni en gras.
- Le texte ne doit pas être écrit en capitales (les noms de famille non plus), ni en gras, ni en italique, ni en « petit »…
- Le gras n'est utilisé que pour surligner le titre de l'article dans l'introduction, une seule fois.
- L'italique est rarement utilisé : mots en langue étrangère, titres d'œuvres, noms de bateaux, etc.
- Les citations ne sont pas en italique mais en corps de texte normal. Elles sont entourées par des guillemets français : « et ».
- Les listes à puces sont à éviter, des paragraphes rédigés étant largement préférés. Les tableaux sont à réserver à la présentation de données structurées (résultats, etc.).
- Les appels de note de bas de page (petits chiffres en exposant, introduits par l'outil «  Source ») sont à placer entre la fin de phrase et le point final[comme ça].
- Les liens internes (vers d'autres articles de Wikipédia) sont à choisir avec parcimonie. Créez des liens vers des articles approfondissant le sujet. Les termes génériques sans rapport avec le sujet sont à éviter, ainsi que les répétitions de liens vers un même terme.
- Les liens externes sont à placer uniquement dans une section « Liens externes », à la fin de l'article. Ces liens sont à choisir avec parcimonie suivant les règles définies. Si un lien sert de source à l'article, son insertion dans le texte est à faire par les notes de bas de page.
- La présentation des références doit suivre les conventions bibliographiques. Il est recommandé d'utiliser les modèles {{Ouvrage}}, {{Chapitre}}, {{Article}}, {{Lien web}} et/ou {{Bibliographie}}. Le mode d'édition visuel peut mettre en forme automatiquement les références.
- Insérer une infobox (cadre d'informations à droite) n'est pas obligatoire pour parachever la mise en page.

Pour une aide détaillée, merci de consulter Aide:Wikification.
Si vous pensez que ces points ont été résolus, vous pouvez retirer ce bandeau et améliorer la mise en forme d'un autre article.
La Supercoupe du Qatar-Émirats Arabes Unis est une compétition de football inaugurée en 2024, organisée conjointement par la Qatar Football Association (QFA) et la UAE Pro League. Elle vise à renforcer les liens sportifs et culturels entre le Qatar et les Émirats arabes unis. Le tournoi est composé de deux matches : la Supercoupe du Qatar-Émirats Arabes Unis, disputée à Doha (Qatar), et le Super Shield Émirats-Qatar, joué à Dubaï (Émirats arabes unis).

## Contexte historique
La création de la Supercoupe du Qatar-Émirats Arabes Unis a été annoncée officiellement le 1er mars 2024 lors d'une cérémonie tenue au Mandarin Oriental à Doha, Qatar. L'événement a réuni de hauts responsables des deux fédérations, notamment Mohammad Khalifa Al Suwaidi, vice-président de la QFA, et Abdulla Naser Al Jneibi, président de la UAE Pro League. Ce tournoi marque une nouvelle étape dans la coopération sportive régionale entre les deux nations.

## Édition 2024

### Supercoupe du Qatar-Émirats Arabes Unis
- Date : 12 avril 2024
- Lieu : Al Thumama Stadium, Doha, Qatar
- Participants :
  - Al Arabi (Champion de la Coupe du Qatar de football 2023)
  - Sharjah (Vainqueur de la Coupe des Émirats arabes unis de football 2023)
- Résumé : Al Arabi a remporté la première édition de la Supercoupe du Qatar-Émirats Arabes Unis en battant Sharjah 1-0. Le seul but de la rencontre a été inscrit par Youssef Msakni à la 58ᵉ minute. Le match, disputé devant 17 362 spectateurs, a vu une domination tactique de l’équipe qatarie, malgré les efforts répétés de Sharjah pour égaliser. Ce succès a marqué le premier trophée pour le joueur Abdou Diallo dans la région du Golfe.

### Super Shield Émirats-Qatar
- Date : 13 avril 2024
- Lieu : Rashid Stadium, Dubaï, Émirats arabes unis
- Participants :
  - Shabab Al Ahli (Champion du Championnat des Émirats arabes unis de football 2023)
  - Al Duhail Sports Club (Champion de la Qatar Stars League 2023)
- Résumé : Shabab Al Ahli a remporté le Super Shield Émirats-Qatar avec une victoire 2-1 contre Al Duhail Sports Club. Le match a vu Philippe Coutinho inscrire un premier but pour Al-Duhail Sports Club à la 36ᵉ minute. Cependant, Shabab Al Ahli a réagi par l'égalisation de Luka Milivojevic avant que Igor Jesus ne marque le but décisif dans les arrêts de jeu, offrant la victoire historique à l’équipe émiratie.

## Impact et perspectives
La Supercoupe du Qatar-Émirats Arabes Unis représente un pas significatif vers une coopération sportive accrue dans la région du Golfe. Les organisateurs espèrent que ce tournoi devienne un événement annuel, permettant aux clubs des deux nations de collaborer et de rivaliser sur une plateforme commune. Ce tournoi est perçu comme un symbole de l'unité sportive entre le Qatar et les Émirats arabes unis, deux nations très impliquées dans le développement du football au niveau régional et international.